# Rivière Kanairiktok
La rivière Kanairiktok est un fleuve d'environ 350 km de long situé à l'est de la péninsule du Québec-Labrador, au Labrador dans la province canadienne de Terre-Neuve-et-Labrador.
C'est le plus long fleuve de la sous-province du Labrador après le fleuve Churchill.

## Description
La rivière Kanairiktok prend sa source non loin de la frontière entre le Québec et Terre-Neuve-et-Labrador, dans un petit lac situé à 550 mètres d'altitude (54° 49′ 13″ N, 63° 10′ 05″ O).
Le cours d'eau commence son parcours vers l'ouest, traverse un lac un peu plus vaste avant de se jeter dans le lac Main situé à 520 mètres d'altitude et qui s'étire vers le nord-ouest en recevant les eaux du lac Gates.
La modeste rivière sort à l'extrémité nord du lac Main et se dirige vers l'ouest dans une grande zone lacustre sans relief où les cours d'eau se divisent par endroits en plusieurs branches créant des îles, avec de longs eskers à l'ouest. La rivière Kanairiktok capte les eaux des divers lacs situés au nord le long de la frontière entre le Québec et Terre-Neuve-et-Labrador en deux endroits (54° 57′ 47″ N, 63° 29′ 55″ O puis 54° 57′ 17″ N, 63° 33′ 07″ O).
La ligne de partage des eaux est très peu marquée dans le Labrador central qui compte de nombreuses tourbières subarctiques. Si elle a pu être identifiée grâce aux technologies modernes, il existe des secteurs polyréiques (drainés vers deux versants différents) et des secteurs aréiques (situés sur la hauteur des terres et non drainés).
La rivière Kanairiktok, un peu plus importante, prend une direction sud le long de la frontière provinciale immédiatement située à l'ouest, en captant plusieurs petits affluents dont l'un plus significatif à 500 mètres d'altitude (54° 54′ 30″ N, 63° 33′ 02″ O) drainant le lac Time.
La rivière sort de la zone lacustre sur le plateau et traverse une série de rapides au milieu d'un relief vallonné, avec une vallée marquée. Elle rejoint le lac Ethyl et reçoit alors un affluent drainant la pointe du Labrador située à l'ouest du coin du Québec drainé par le bassin de la rivière George.
La rivière s'oriente alors vers le sud-est, à environ 50 km au nord-est du lac Meshikamau partie du réservoir Smallwood. Le réservoir avec ses barrages, achevé en 1971, a coupé environ 10 % du bassin versant d'origine de la rivière Kanairiktok.
La rivière Kanairiktok traverse plusieurs lacs, dont les lacs Morris puis Surf à 480 mètres d'altitude.
La rivière Kanairiktok continue son chemin entrecoupé de rapides et reçoit en rive gauche un important affluent (54° 42′ 50″ N, 63° 34′ 03″ O) drainant un large coin du Labrador au nord du réservoir Smallwood et dont la source la plus lointaine se trouve sur la ligne de partage des eaux (54° 57′ 13″ N, 62° 11′ 17″ O).
La rivière se renforce considérablement au creux d'une profonde vallée dont l’attitude décroît rapidement, en recevant d'abondants affluents sur ses deux rives, notamment une rivière en rive droite (54° 30′ 14″ N, 63° 13′ 09″ O) à 280 mètres d'altitude dont la tête de bassin a été coupée par le barrage du réservoir Smallwood.
La rivière Kanairiktok reçoit la rivière Desolation(54° 25′ 31″ N, 62° 36′ 47″ O) à 170 mètres d'altitude prenant sa source à l'est du lac Meshikamau en rive droite.
La rivière Kanairiktok, après s'être dirigée plein est, effectue ensuite un coude marqué vers le nord-ouest. Elle reçoit en rive gauche dans une zone de méandres avec plusieurs bras-morts la rivière Shipiskan, (54° 36′ 55″ N, 62° 11′ 17″ O), son affluent principal, émissaire du lac Shipiskan alimenté par plusieurs rivières importantes dont la principale est la rivière Shipiskan Sud 
, longue rivière dont la source la plus lointaine se trouve dans un étang (55° 06′ 58″ N, 63° 07′ 10″ O) situé loin au nord-ouest à proximité de la source de la rivière Adlatok.
La rivière Kanairiktok devient un puissant cours d'eau prenant la direction donnée par la rivière Shipiskan vers l'est dans une vallée marquée. La rivière forme un large coude puis rejoint le vaste lac Snegamook à 130 mètres d'altitude, puis poursuit sa route vers le nord-est en faisant un vaste coude vers le sud avec une grande cascade (54° 49′ 42″ N, 60° 29′ 06″ O).
Enfin, la rivière est coupée par deux hautes cascades infranchissables, avant de se jeter par un petit delta dans la longue et étroite baie Kanairiktok qui s'étire sur plus de 30 km de long, sur la côte est de la péninsule du Labrador ouvrant sur la mer du Labrador à 25 km à vol d'oiseau au sud-est de Hopedale.

## Cascades
Le cours de la rivière Kanairiktok est entrecoupé par plusieurs cascades.
Deux chutes d'eau près de l'embouchure, aux kilomètres 9 (54° 57′ 37″ N, 60° 22′ 25″ O) et 11 (54° 57′ 07″ N, 60° 24′ 15″ O) avec une hauteur de 9,1 et 7,6 m respectivement, forment un obstacle insurmontable pour les poissons migrateurs.
Au kilomètre 28 de la rivière, il y a une cascade de 4,6 m de haut.
Au kilomètre 66 de la rivière, il y a des rapides de 3,1 m de haut.
Au kilomètre 85 de la rivière, il y a une cascade de 1,8 m de haut.

## Hydrologie
La rivière Kanairiktok draine une superficie de 12 274 km2 avec 153 affluents d'une longueur totale de 1 449 km enregistrés. Environ 10 % du bassin versant a été coupé en 1971 en raison de la construction des digues du réservoir Smallwood. En aval du lac Snegamook, le débit moyen est de 184 m3/s. Les débits mensuels les plus élevés se produisent généralement pendant la fonte des neiges en juin, avec une moyenne de 643 m3/s.

## Faune piscicole
Le système hydrographique de la rivière Kanairiktok abrite différentes espèces de poissons, comme la ouananiche, l'omble de fontaine, l'omble chevalier, du brochet, le grand corégone, le meunier rouge et la lotte.

## Flore
Les forêts de résineux dominent dans la vallée fluviale de la rivière Kanairiktok et le long de la baie Kanairiktok.

## Activités humaines
La rivière Kanairiktok se trouve dans le centre nord du Labrador, une zone isolée totalement inhabitée appartenant au Nitassinan, terre ancestrale des Innus. La rivière se nomme Kainipeshiu-shipu en innu-aimun.
La côte fait partie du Nunatsiavut, territoire autonome géré par les Inuits.
La rivière peut être descendue en canoë, avec la présence de plusieurs portages.